# Жеравица
Жеравица је насељено мјесто на подручју града Градишка, Република Српска, БиХ. Према попису становништва из 1991. у насељу је живјело 335 становника.

## Историја
За вријеме Другог свјетског рата 611 Рома из овога насеља је убијено у усташким логорима широм НДХ.

## Спорт
Жеравица је сједиште фудбалског клуба Јединство.

## Становништво
| Демографија | Демографија | Демографија |
| Година      | Становника  | Становника  |
| ----------- | ----------- | ----------- |
| 1961.       | 240         |             |
| 1971.       | 316         |             |
| 1981.       | 337         |             |
| 1991.       | 335         |             |